# Pou de gel (la Floresta)
El Pou de gel és una obra de la Floresta (Garrigues) inclosa a l'Inventari del Patrimoni Arquitectònic de Catalunya.

## Descripció
És un pou de gel ubicat al costat de la carretera, a uns 50m. del castell i prop d'un pou d'aigua. Fou edificat dins d'un turó a la seva cara oest; el desnivell existent des del cim del turó a la porta d'entrada és d'uns 5 m. Està realitzat totalment en pedra, a base de carreus irregulars sense desbastar. Té una forma tronco-cònica i està cobert per una falsa cúpula feta per aproximació de filades. Estructuralment és una mena de pou invertit, des de terra s'alça cap enlaire. El seu interior és totalment llis però la paret exterior és esgraonada, ja que es veuen els carreus.
Era utilitzat per a emmagatzemar-hi el gel produït per la neu a l'hivern i conservar els aliments durant l'estiu i per abastir d'aigua i de gel el mateix castell; en determinat moment perd la seva raó de ser original i durant molt de temps és utilitzat com a habitatge. Actualment està en desús i força malmès però s'han fet alguns estudis per a la seva consolidació i restauració.
És una obra ben singular i identificativa pel poble de la Floresta, de fet és l'únic exemplar conservat a la comarca. Tot i que no podem precisar d'una manera concreta el seu origen, s'ha datat entre els segles XIV i XVI, hom pensa que és contemporani al castell.